# Thiago Silva (peleador)
Thiago Anderson Ramos da Silva (São Carlos, 12 de noviembre de 1982), más conocido como Thiago Silva, es un artista marcial mixto brasileño que actualmente compite en la categoría de peso semipesado. Compitió hasta febrero de 2014 en Ultimate Fighting Championship. Es cinturón negro en jiu-jitsu brasileño y entrena en el famoso gimnasio de Blackzilians.

## Carrera en artes marciales mixtas

### Comienzos
Antes de firmar con el UFC, Silva compitió en su país natal, Brasil. Durante sus primeras nueve peleas profesionales, alcanzó un récord invicto de 9-0, ganando 7 de estos combates por KO o TKO y 1 combate por sumisión. Silva también ganó la Fury FC 2: Final Combat Gran Prix en 2006.

### Ultimate Fighting Championship
Silva hizo su debut en el UFC contra James Irvin en UFC 71. Durante el primer round, Irvin se lesionó la rodilla después de un derribo de Silva y no pudo continuar la lucha. Silva fue el ganador de la pelea por nocaut técnico. Su próxima pelea de Silva se enfrentaría contra el recién llegado a UFC Tomasz Drwal en UFC 75. Silva ganó la pelea en el segundo round TKO.
Después de sus dos primeras victorias, Silva hizo su debut en la cartelera principal de UFC 78 ante Houston Alexander. Silva ganó el combate en el primer round por KO tras conseguir la montada y aturdir a su rival a golpes.
Silva fue programado para enfrentarse al futuro campeón de peso semipesado de UFC Rashad Evans en UFC 84, pero Evans se tuvo que retirar de la pelea para enfrentarse a Chuck Liddell en UFC 88. En cambio, Silva se enfrentó recién llegado a UFC Antonio Mendes. Después de caer y quedar aturdido momentáneamente por una patada a la cabeza de Mendes, Silva sobrevivió a la ola de golpes de Mendes y logró derribarlo, asegurando así la posición. A partir de la posición dominante, Silva se abalanzó con golpes y codos hasta que Mendes se rindió debido a los en la primera round.
Silva pelearía contra Lyoto Machida en el UFC 89, pero Silva se vio obligado a retirarse de la pelea debido a una lesión que sufrió mientras entrenaba. La pelea fue reprogramada más tarde y tuvo lugar en el UFC 94. Machida ganó por un golpe de gracia al final del primer round, poniendo fin a la racha de 13 peleas invicto de Silva.
Después de su pelea contra Machida, Silva se enfrentaría contra el excampeón de peso semipesado de UFC Forrest Griffin, pero Dana White prefirió que el excampeón peleara contra Anderson Silva. En lugar de ello peleó contra Keith Jardine en UFC 102. A principios de la pelea Silva, con un gancho de izquierda que derribó a Jardine, seguiría con cuatro golpes en el suelo sobre Jardine dejándolo insconciente y obligando al árbitro a detener la pelea a los 1:35 minutos del primer round.
Silva pelearía contra el amigo y compañero de entrenamiento de su antiguo ponente Keith Jardine, Rashad Evans en el evento principal de UFC 108, y Silva perdió por decisión unánime. Evans fue capaz de mantener el control a través de la lucha grecorromana con derribos a lo largo de la mayor parte de la pelea. Aunque Silva conectó con dos ganchos sobre Evans que le hizo caer al suelo y quedar algo aturdido los jueces anotaron la pelea 29-28 a favor de Evans, que resultaría la segunda derrota de Silva como profesional. Después de la pelea con Evans, se confirmó que Silva tenía tres hernias discales antes de la pelea.
Silva fue programado para enfrentarse a Tim Boetsch en el UFC 117, pero se tuvo que retirar la pelea por una lesión en la espalda y fue sustituido por el recién llegado al UFC Todd Brown.
Silva peleó contra su compañero experto en el Muay Thai Brandon Vera el 1 de enero de 2011 en UFC 125. Silva ganó por decisión unánime después de dominar a Brandon Vera con un excelente ground and pound, incluyendo golpes con la mano abierta que produjo que la nariz de Vera se rompiera

### Suspensión de la UFC por drogas
Se esperaba que peleara contra el excampeón de peso pesado Quinton Jackson el 28 de mayo de 2011 en UFC 130, aunque hubo rumores de que la pelea había sido cancelada debido a una lesión o por no pasar las pruebas de drogas de su pelea en el UFC 125. En una declaración del brasileño a MMA TATAME, Thiago negó que él estuviera lesionado, "Parece que la NSAC tiene dos pruebas, una positiva y la otra negativa, ¿cuál soy yo?".
A raíz de esta declaración, Keith Kizer, el comisionado de la NSAC, confirmó que las muestras de Silva todavía seguían en fase de pruebas, "Eso no es exacto. Hemos recibido sólo la primera muestra. Podrían pasar semanas antes de saber los resultados para la segunda". La UFC no quería correr ningún riesgo en la espera de la pelea sobre la segunda prueba de Silva, por lo que Silva sería sustituido por Matt Hamill.
El 29 de marzo, Kizer dio a conocer los detalles en torno a las preguntas acerca de la prueba de drogas de Silva en UFC 125. Confirmó que los resultados, después de dos diferentes pruebas de drogas y analizado su muestra de orina, se supo que la orina de Silva era incompatible con la orina humana. Esto sugiere que Silva presentaba un espécimen alterado o que sustituyó la orina por otra que no era la suya. La Comisión Atlética del Estado de Nevada puso a discutir una suspensión temporal en una audiencia el 7 de abril, así como la posibilidad de que su victoria pasara a un no contest.
El 30 de marzo Silva emitió un comunicado admitiendo un adulterante de orina.
"Usé un adulterante de orina al dar una muestra después de mi pelea con Brandon Vera. Lo hice con la intención de alterar los resultados de la prueba y con conocimiento. Esta fue una decisión terrible de mi parte ya que voy a ser suspendido. Estoy dispuesto a aceptar este castigo, aprender de él y seguir adelante. Pido disculpas a la comisión, al UFC, a Brandon Vera y a los fans de las artes marciales mixtas. "
Silva dijo que no quería poner una excusa para su comportamiento, pero él tenía la esperanza de ofrecer una explicación de sus decisiones.
"Por favor, no interpreten esto como un intento de justificar mis acciones. Sé que ellos estaban equivocados, y sé que he hecho malas decisiones... Me volví a lesionar la espalda unos 45 días antes de la pelea contra Brandon Vera. Después de no luchar por un año debido a una lesión, tomé la decisión de no retirarme de la pelea. También decidí que la única manera de continuar con la pelea era ponerme inyecciones en la espalda y en la columna vertebral pero se supo que las sustancias también eran prohibidas por la Comisión Atlética de Nevada. Tomé la decisión de utilizar un adulterante para ocultar la presencia de estas sustancias en una prueba de orina."
La Comisión Atlética de Nevada dio a Silva una suspensión de un año, junto con el cambio de su victoria anterior sobre Vera a Sin resultado, la pérdida de un 25% de su dinero ganado en la pelea (De 50.000 dólares a 20.000).

### Vuelta a pelear
Su suspensión de un año terminó el 1 de enero de 2012.
Silva estaba vinculado brevemente a pelear en una revancha contra Brandon Vera el 15 de mayo de 2012 en UFC on Fuel TV 3. Sin embargo, Vera tuvo que abandonar la pelea por una lesión y sería sustituido por Igor Pokrajac. Silva, sin embargo, fue retirado de esta pelea el 6 de marzo, cuando se anunció que iba a reemplazar al lesionado Antônio Rogério Nogueira contra el sueco Alexander Gustafsson en UFC on Fuel TV 3.
El 14 de abril, Alexander Gustafsson tenía mayores seguidores en este combate al pelear en su ciudad natal de Estocolmo, Suecia. Gustafsson utilizó su gran alcance, y Silva no pudo encontrar su distancia. Gustafsson golpeó a Silva con un temprano uppercut en el primer round, que provocó un corte relativamente grande en la frente del brasileño. Los jueces anotaron la pelea 30-27, 30-27, 29-28, todos a favor de Gustafsson.
Silva se esperaba enfrentar al excampeón de peso semipesado Mauricio Rua el 21 de julio de 2012 en UFC 149. Sin embargo, Silva fue obligado a salir de la pelea por una lesión.
Silva se enfrentaría a Stanislav Nedkov el 10 de noviembre de 2012 en UFC on Fuel TV 6. Silva ganó la pelea por una sumisión de brazo. El 21 de noviembre de 2012, se anunció que Silva había fallado otra vez de nuevo una prueba de drogas y dio positivo por metabólicos de marihuana. Silva fue posteriormente suspendido por 6 meses, con efecto retroactivo al 10 de noviembre de 2012. Como ya ocurrió con Vera su victoria sobre Nedkov fue cambiada a Sin resultado.
Silva volvió a pelear el 8 de junio de 2013 contra el excampeón semipesado de Strikeforce Rafael Cavalcante. Silva ganó por TKO en el primer round. Después de esta pelea, Silva volvía a la senda de la victoria desde agosto de 2009 y lo hacía con las bonificaciones de Pelea y KO de la Noche. Se llevó 100.000$ (50.000$ por cada bonificación).
Silva se enfrentó a Matt Hamill el 9 de octubre de 2013 en UFC Fight Night 29. Silva derrotó a Hamill por decisión unánime.
El 7 de febrero de 2014, UFC hacía público que rescindía el contrato de Silva tras los hechos acaecidos el día anterior en los cuales el luchador fue detenido y acusado de asalto agravado, riña agravada con arma de fuego y resistencia a un oficial de policía.

### Carrera Post UFC
En su primera pelea desde su despido de UFC , Silva esperaba enfrentarse a Mike Hayes en Fight Time 20 el 29 de agosto de 2014.Sin embargo , Silva sufrió una lesión en la rodilla y la pelea fue cancelada

### Regreso a UFC
El 5 de septiembre de 2014, se anunció que Silva había vuelto a firmar con la promoción.Sin embargo , su regreso fue de corta duración , el 19 de septiembre , UFC dio a conocer un comunicado en su página web anunciando que el contrato de Silva había sido terminado debido a las nuevas pruebas de audio y vídeo que se habían recibido ese día.

### World Series of Fighting
El 15 de enero de 2015, se anunció que Silva había firmado con la promoción WSOF . Entró en un torneo de cuatro hombres por el título de peso semipesado .
Silva esperaba originalmente enfrentarse a Ronny Markes en las semifinales del torneo , el 28 de marzo de 2015 en WSOF 19.  El oponente de Silva fue cambiado para tener una revancha con Matt Hamill . Sin embargo , el día del evento Hamill cayó enfermo y fue reemplazado en poco tiempo por Teddy Holder.  Un gran favorito para ganar , Silva perdió la pelea por nocaut técnico en la primera ronda .

### Carrera Post WSOF
El 21 de noviembre de 2015, Silva se enfrentó a Marcus Sursa en Gladiator MMA, Silva perdió la pelea por nocaut técnico en el segundo asalto.
El 9 de abril de 2016, Silva se enfrentó a Stav Economou en Akhmat Fight Show 18, en la categoría de peso pesado, Silva ganó la pelea por decisión unánime, su primera victoria en más de dos años.

## Vida personal
Silva se escapó de casa a los 13 años debido a los abusos de su padre y de no volver a ver a su madre y su hermano menor de nuevo. Desde los 13 años en adelante, vivió por su cuenta en las favelas o barriadas de São Paulo. A los 18 años, comenzó a entrenar en las artes marciales mixtas y debido a su pobreza, a menudo tenía que elegir entre comer y entrenar.
Silva se mudó a Fort Lauderdale, Florida, donde vivió hasta febrero de 2014. 
El 6 de febrero de 2014, fue arrestado en su domicilio después de atrincherarse tras una disputa a las puertas de la escuela de BJJ de Pablo Popovitch en Miami. El propietario de la escuela mantenía una relación con la exesposa de Silva y ello desencadenó un altercado con un arma a las puertas de dicha escuela después de la cual Silva se dirigió a su domicilio. En el asalto al domicilio de Silva participaron unidades SWAT de la policía por la formación del mismo en artes marciales y la existencia de armas en el interior de la casa.

## Campeonatos y logros

### Artes marciales mixtas
- Ultimate Fighting Championship
  - Pelea de la Noche (Una vez)
  - KO de la Noche (Una vez)

- Fury FC 2: Final Combat
  - Fury FC 2 GP 2006 (Ganador)

### Jiu-Jitsu Brasileño
- State and Brazilian BJJ (Ganador)
- Cinturón negro en Jiu-Jitsu Brasileño

## Récord en artes marciales mixtas
| Resultado     | Récord   | Oponente                 | Método                            | Evento                               | Fecha                    | Ronda | Tiempo | Localización         | Notas |
| ------------- | -------- | ------------------------ | --------------------------------- | ------------------------------------ | ------------------------ | ----- | ------ | -------------------- | --- |
| Victoria      | 20–6 (2) | Daniel Toledo            | TKO (golpes)                      | ACB 74: Aguev vs. Townsend           | 18 de noviembre de 2017  | 2     | 4:29   | Viena                | |
| Derrota       | 19–6 (2) | Batraz Agnaev            | TKO (golpes)                      | ACB 65: Silva vs. Agnaev             | 22 de julio de 2017      | 2     | 3:34   | Sheffield            | Perdió el Campeonato de Peso Semipesado de ACB.                                                                       |
| Victoria      | 19–5 (2) | Jared Torgeson           | Decisión (unánime)                | ACB 51: Silva vs. Torgeson           | 13 de enero de 2017      | 5     | 5:00   | Irvine, California   | Ganó el vacante Campeonato de Peso Semipesado de ACB.                                                                 |
| Victoria      | 18–5 (2) | Rameau Thierry Sokoudjou | TKO (golpes)                      | F2N: Fight2Night                     | 4 de noviembre de 2016   | 3     | 2:37   | Río de Janeiro       | |
| Victoria      | 17–5 (2) | Stav Economou            | Decisión (unánime)                | Akhmat Fight Show 18                 | 9 de abril de 2016       | 3     | 5:00   | Grozni               | |
| Derrota       | 16–5 (2) | Marcus Sursa             | TKO (golpes)                      | Gladiator MMA                        | 21 de noviembre de 2015  | 2     | 2:00   | St. Charles, Misuri  | |
| Derrota       | 16–4 (2) | Teddy Holder             | TKO (golpes)                      | WSOF 19                              | 28 de marzo de 2015      | 1     | 2:00   | Phoenix, Arizona     | |
| Victoria      | 16–3 (2) | Matt Hamill              | Decisión (unánime)                | UFC Fight Night: Maia vs. Shields    | 9 de octubre de 2013     | 3     | 5:00   | Barueri              | |
| Victoria      | 15–3 (2) | Rafael Cavalcante        | KO (golpes)                       | UFC on Fuel TV: Nogueira vs. Werdum  | 8 de junio de 2013       | 1     | 4:29   | Fortaleza            | KO de la Noche; Pelea de la Noche.                                                                                    |
| Sin resultado | 14–3 (2) | Stanislav Nedkov         | Sin resultado                     | UFC on Fuel TV: Franklin vs. Le      | 10 de noviembre de 2012  | 3     | 1:45   | Macao                | Originalmente ganó por sumisión; resultado cambiado después de que Silva diera positivo por marihuana.                |
| Derrota       | 14–3 (1) | Alexander Gustafsson     | Decisión (unánime)                | UFC on Fuel TV: Gustafsson vs. Silva | 14 de abril de 2012      | 3     | 5:00   | Estocolmo            | |
| Sin resultado | 14–2 (1) | Brandon Vera             | Sin resultado                     | UFC 125                              | 1 de enero de 2011       | 3     | 5:00   | Las Vegas, Nevada    | Victoria por decisión unánime originalmente; resultado cambiado después de que Silva falsificara su muestra de orina. |
| Derrota       | 14–2     | Rashad Evans             | Decisión (unánime)                | UFC 108                              | 2 de enero de 2010       | 3     | 5:00   | Las Vegas, Nevada    | |
| Victoria      | 14–1     | Keith Jardine            | KO (golpes)                       | UFC 102                              | 29 de agosto de 2009     | 1     | 1:35   | Portland, Oregón     | |
| Derrota       | 13–1     | Lyoto Machida            | KO (golpes)                       | UFC 94                               | 31 de enero de 2009      | 1     | 4:59   | Las Vegas, Nevada    | |
| Victoria      | 13–0     | Antonio Mendes           | Sumisión (golpes)                 | UFC 84                               | 24 de mayo de 2008       | 1     | 2:24   | Las Vegas, Nevada    | |
| Victoria      | 12–0     | Houston Alexander        | KO (golpes)                       | UFC 78                               | 17 de noviembre de 2007  | 1     | 3:25   | Newark, Nueva Jersey | |
| Victoria      | 11–0     | Tomasz Drwal             | TKO (golpes)                      | UFC 75                               | 8 de septiembre de 2007  | 2     | 4:23   | Londres              | |
| Victoria      | 10–0     | James Irvin              | TKO (lesión en la rodilla)        | UFC 71                               | 26 de mayo de 2007       | 1     | 1:06   | Las Vegas, Nevada    | UFC debut. |
| Victoria      | 9–0      | Tatsuya Mizuno           | KO (patada de fútbol)             | Pancrase: Rising 2                   | 28 de febrero de 2007    | 1     | 4:29   | Tokio                | |
| Victoria      | 8–0      | Vitor Vianna             | TKO (lesión en el brazo)          | Fury FC 2                            | 30 de noviembre de 2006  | 1     | 1:50   | São Paulo            | Ganó el GP Fury FC 2.                                                                                                 |
| Victoria      | 7–0      | Cláudio Godoi            | KO (golpes)                       | Fury FC 2                            | 30 de noviembre de 2006  | 1     | 2:06   | São Paulo            | |
| Victoria      | 6–0      | Dino Pezão               | TKO (golpes)                      | Show Fight 5                         | 9 de noviembre de 2006   | 1     | 4:34   | São Paulo            | |
| Victoria      | 5–0      | Dave Dalgliesh           | Sumisión (heel hook)              | Fury FC 1                            | 27 de septiembre de 2006 | 1     | 1:05   | São Paulo            | |
| Victoria      | 4–0      | Cláudio Godoi            | Decisión (unánime)                | Show Fight 4                         | 6 de abril de 2006       | 3     | 5:00   | São Paulo            | |
| Victoria      | 3–0      | Rodrigo Gripp de Sousa   | TKO (parada médica)               | Shooto: Brazil 9                     | 3 de diciembre de 2005   | 2     | 1:14   | São Paulo            | |
| Victoria      | 2–0      | Flavio Polones           | KO (golpe)                        | Arena Combat Cup 2                   | 5 de noviembre de 2005   | 1     |        | São Paulo            | |
| Victoria      | 1–0      | Rubens Xavier            | TKO (patada a la cabeza y golpes) | Predador FC 1                        | 10 de septiembre de 2005 | 2     | 4:17   | São Paulo            | |